# Rumstudie I - II - III
|  | Denne artikel er oprettet af botten Steenthbot ud fra en ekstern database. Den kan derfor have sproglige fejl eller mangler. Denne skabelon kan fjernes efter kontrol af indholdet. |

Rumstudie I - II - III er en dansk eksperimentalfilm fra 1948 instrueret af Søren Melson.